# Paquita la del Barrio
Paquita la del Barrio, vlastním jménem Francisca Viveros Barradas, (2. dubna 1947 – 17. února 2025) byla mexická zpěvačka. Ve svých písních se často zaměřovala proti sexismu a machismu mexických mužů. Mezi její největší hity patří „Rata de dos patas“ a „Tres veces te engañé“. Pocházela ze státu Veracruz na východě země. Prvních úspěchů dosáhla při vystupování v restauraci ve čtvrti Guerrero v Ciudad de México. V 80. letech si otevřela vlastní restauraci a vystupovala v ní. Ve stejné době také začala vydávat alba, kterých do své smrti vydala na čtyři desítky. V roce 2017 o ní byl natočen životopisný televizní seriál Paquita la del Barrio. Třikrát byla nominována na cenu Grammy. V roce 2021 obdržela cenu za celoživotní přínos na poli latinské hudby od časopisu Billboard.